# Anabel Fernández Sagasti
Anabel Fernández Sagasti (Godoy Cruz, Mendoza; 3 de abril de 1984) es una abogada, martillera pública y corredora de comercio, egresada de la Universidad Nacional de Cuyo y miembro del Partido Justicialista. Es senadora nacional por la provincia de Mendoza por Unión por la Patria.

## Trayectoria política
Activista política desde sus inicios en la escuela secundaria, fue presidenta del Centro de Estudiantes en la Escuela del Magisterio de la Universidad Nacional de Cuyo (UNCuyo) y electa Diputada Nacional por la provincia de Mendoza en el año 2011, integrando la alianza Frente para la Victoria. Fue luego electa senadora por su provincia en las elecciones nacionales de 2015.
Fue fundadora luego de la organización política La Cámpora en la provincia de Mendoza, recorrió un camino profesional que la tuvo como segunda en la lista de diputados del Frente para la Victoria en las elecciones nacionales del año 2011.

### Actividad Legislativa
Durante su mandato como Diputada Nacional, Fernández Sagasti presentó una serie de proyectos legislativos, entre ellos la ampliación de la licencia por maternidad en particular en casos de nacimientos prematuros.
A partir del año 2015, iniciando el mandato ya como Senadora de la Nación por el Frente para la Victoria, promovió y presentó varios proyectos legislativos relacionados con las problemáticas de su provincia como la restricción en la importación de vinos y la creación de un régimen previsional especial para obreros y empleados vitivinícolas.
Asumió el 10 de marzo de 2015 como representante ante el Consejo de la Magistratura de la Nación, en representación del Frente para la Victoria.

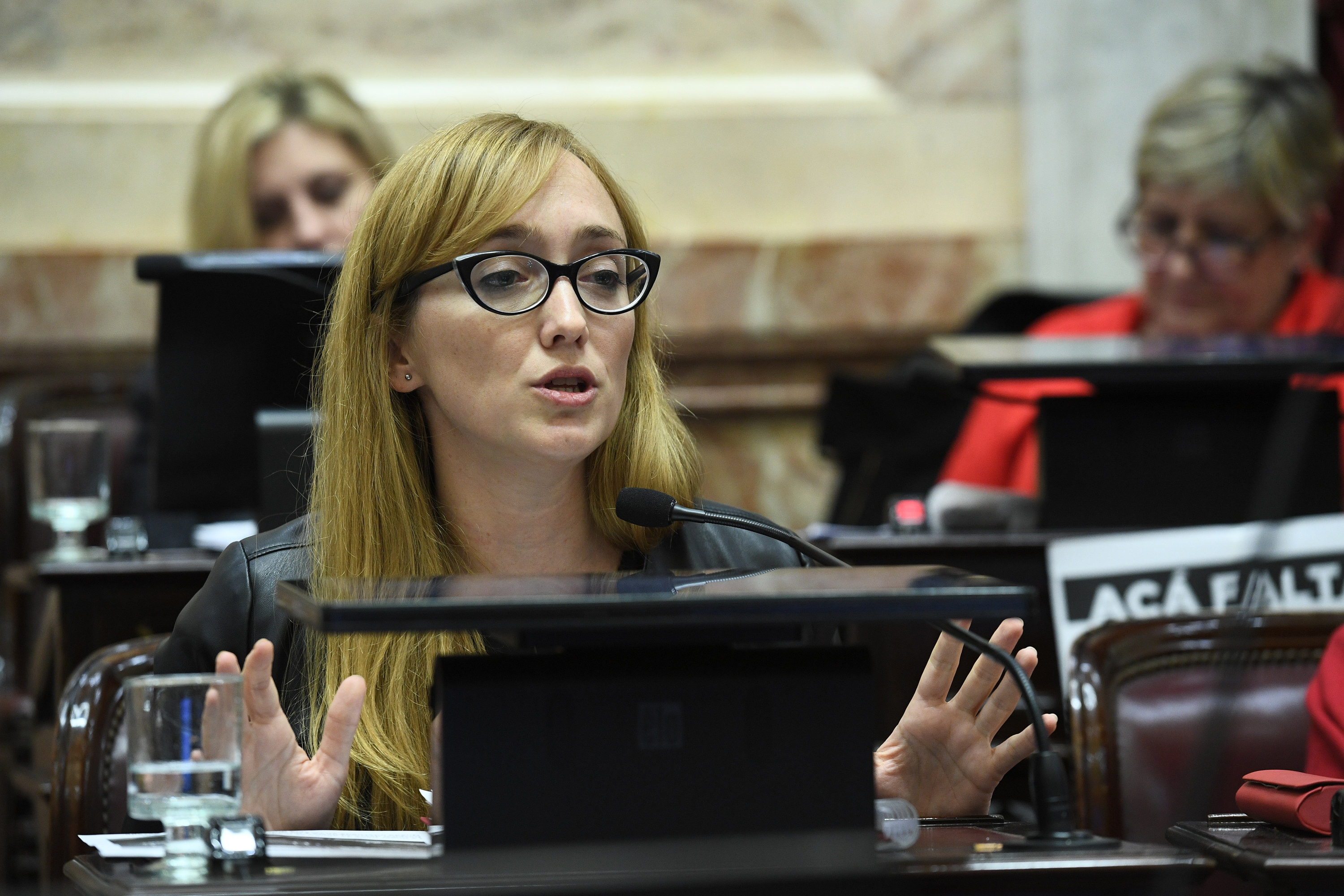
Fernández Sagasti de 2018.

En 2018, cuando se propuso el Debate por la Legalización del Aborto en Argentina, se pronunció a favor del proyecto de ley de Interrupción Voluntaria del Embarazo hasta el mismo día del parto, presentado por décima vez ante el Parlamento Argentino por la Campaña Nacional por Derecho al Aborto Legal, Seguro y Gratuito.
En diciembre de 2019 frente a ley 7722/07 presentada por el bloque radical mendocino que causó protestas a nivel provincia y nacional buscaba flexibilizar la normativa de la Ley 7722. En una conferencia de prensa  la senadora nacional anunció que votará a favor de la reforma, siempre y cuando se respeten cuatro puntos: control ambiental, cuidado del agua, la creación de trabajo mendocino y el consenso previo de los municipios. Respecto a ello propuso como condiciones excluyentes para aprobar cualquier reforma crear una Policía Ambiental, establecer una comisión bicameral de Control Ambiental, dar participación ciudadana formada por ONG y ciudadanos en el control minero y someter los emprendimientos provinciales a auditorías medioambientales internacionales obligatorias.

### Campaña por el cupo femenino en la música argentina
La política Anabel Fernández Sagasti pasó a ser figura en la historia de la música argentina en general, y del rock argentino en particular, ya que siendo una senadora joven (34 años) fue la principal propulsora, dentro del frente de la política, del proyecto de ley de cupo femenino en festivales argentinos. La ley fue aprobada y promulgada en 2019, estableciendo un mínimo de 30% de artistas femeninas en festivales argentinos.

### Elección a la Gobernación de Mendoza 2019
En 2019, Anabel Fernández Sagasti se presenta como candidata a gobernadora por la provincia de Mendoza. La reelección de Alfredo Cornejo, gobernador en funciones, estaba prohibida por la constitución provincial.
Fernández Sagasti se presentó como precandidata a gobernadora por el Frente Político y Social Elegí, expresión provincial del Frente de Todos, que promovía la elección de Alberto Fernández a la presidencia de la Nación. El 9 de junio de 2019 se llevaron a cabo las primarias en que venció al intendente de Maipú Alejandro Bermejo en las primarias con un margen del 51.7% contra el 48.3% de los votos que obtuvo el frente.
En las elecciones generales del 29 de septiembre de 2019, Fernández Sagasti fue derrotada por el entonces intendente de la ciudad de Mendoza, Rodolfo Suárez, por un margen del 51.7% contra el 36.2% que obtuvo la senadora.
|  | 51,67 % |

|  | 36,24 % |

|  | 8,71 % |

|  | 3,37 % |

|  | 96,59 % |

|  | 2,08 % |

|  | 1,34 % |

|  | 100 % |

|  | 79,07 % |

## Vida personal
Anabel Fernández Sagasti nació el 3 de abril de 1984, en la ciudad de Godoy Cruz, provincia de Mendoza. Su padre y abuelo eran peronistas, lo que influyó en su militancia posterior.  Estuvo en pareja durante 11 años con el senador provincial Lucas Ilardo. Aunque se separaron poco después, mantienen una excelente relación.